# Einheit in Frieden

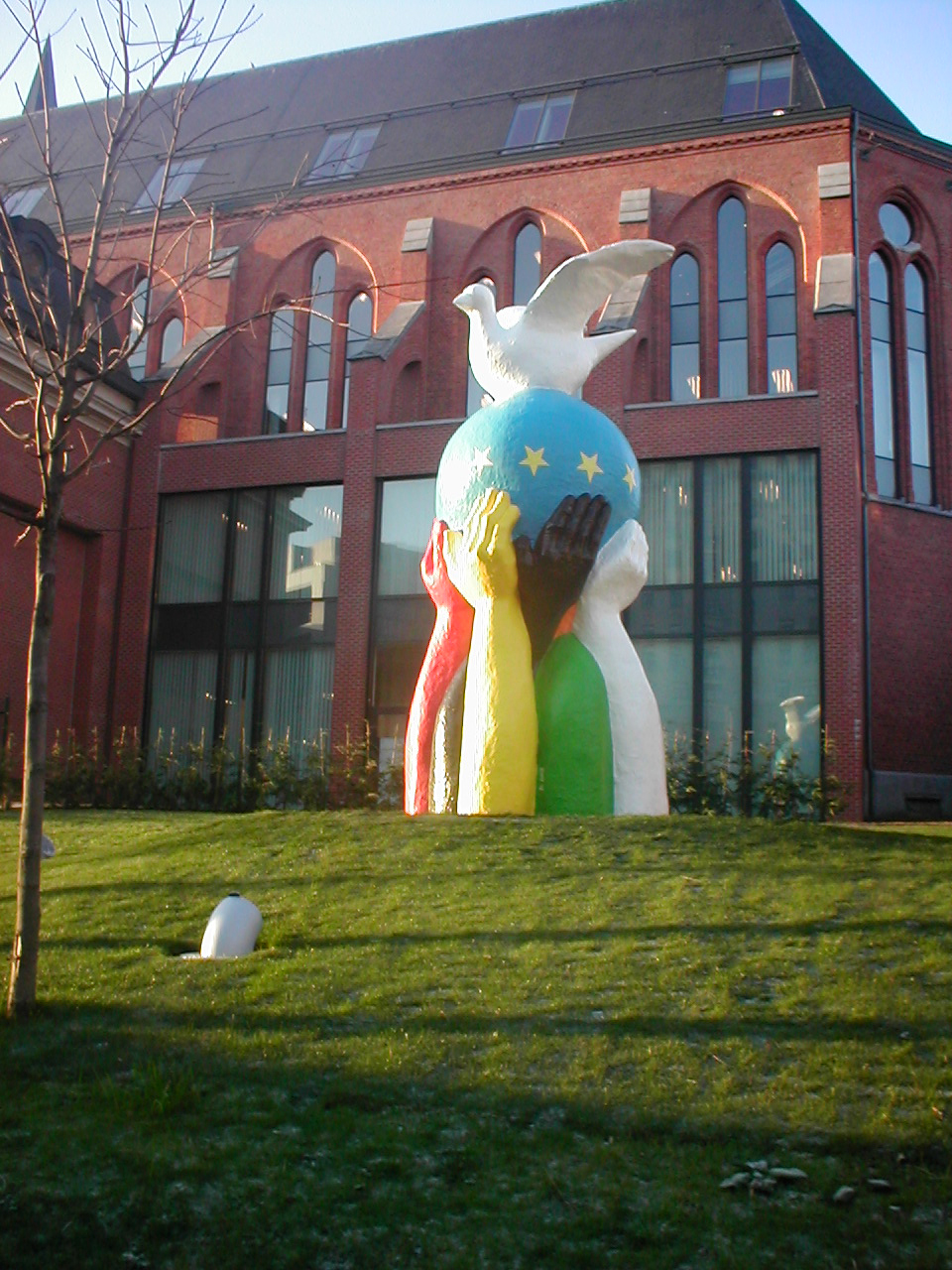
Skulptur Einheit in Frieden

Einheit in Frieden (englisch Unity in Peace, französisch L’unité dans la paix) ist der Name einer Skulptur im Brüsseler Europaviertel.
Sie ist ein Geschenk des französischen Bildhauers Bernard Romain an die Europäische Kommission und wurde von sehbehinderten Kindern unter der Leitung des Künstlers aus Harz geformt, geschliffen und bemalt. Die Aufstellung im Garten Van Maerlant erfolgte im Jahr 2003, anlässlich des Europäischen Jahres der Menschen mit Behinderungen und der EU-Osterweiterung.
Die offizielle Einweihung fand unter der Kommissionspräsidentschaft von Romano Prodi am 9. Dezember 2003 durch den Vizepräsidenten der Kommission, Neil Kinnock, und die Kommissarin für Bildung und Kultur, Viviane Reding, statt.
Das Kunstwerk ist mehr als 5 Meter hoch und wiegt annähernd 800 kg.